# كأس أنغولا 2009
كأس أنغولا 2009 هو موسم من كأس أنغولا. كان عدد الأندية المشاركة فيه 23، وفاز فيه نادي بريميرو دي أغوستو.